# U-리그 (남자 농구)
U-리그(U-League)는 2010년부터 시작된 한국대학농구연맹 주관의 대학 농구 리그다.

## 참가팀
- 건국대학교
- 경희대학교
- 고려대학교
- 단국대학교
- 동국대학교
- 명지대학교
- 상명대학교
- 성균관대학교
- 연세대학교
- 조선대학교
- 중앙대학교
- 한양대학교